# Alžběta Rákócziová
Alžběta Rákócziová hraběnka z Rákóce a Felsővadásze (maďarsky rákóci és felsővadászi grófné Rákóczi Erzsébet, 16. listopadu 1655, Zborov – 8. listopadu 1707, Novigrad) byla uherská hraběnka a básnířka z rodu Rákócziů.

## Život
Narodila se ve Zborově v Horních Uhrách jako dcera Ladislava Rákócziho a jeho manželky Alžběty Bánffyové a vnučka zemského soudce Pavla Rákócziho.
V roce 1668 se provdala za hraběte Adama Erdődyho, který však zemřel několik měsíců po svatbě. V roce 1672 se Alžběta znovu provdala za hraběte Jiřího Erdődyho (1645–1712). Manželství se zpočátku zdálo šťastné, avšak války Imricha Tökölyho pár odcizily a Alžběta prožila těžké období sama Krakově.
V 70. letech 16. století ji pojilo blízké přátelství s Pavlem I. z Esterházy a zřejmě s ním měla milostný poměr. To zřejmě také přispělo k odcizení manželů v roce 1685. Z jejich korespondence je zřejmé, že vztah byl velice napjatý. Manželské rozepře se staly dokonce předmětem soudního řízení, což vzbudilo velkou pozornost. Jejich vztah se vyhrotil natolik, že museli uzavřít dohodu o narovnání vztahu před členy státní kanceláře. Hádku mezi manžely pomohl uhladit vlivný mecenáš umění a ostřihomský arcibiskup Jiří Sečenský.
Poté žili manželé odděleně: ona na svém panství v Chorvatsku, on ve Vídni.
Alžběta Rákóciová zemřela několik dní před svými narozeninami, 8. listopadu 1707 v domě svého manžela v istrijském Novigradu. Byla pohřbena začátkem roku 1708 v kryptě klášterního kostela v Klanjci ve Varaždínské župě. Jelikož neměla děti, její majetek zdědili příbuzní, mezi nimi Juliana Rákócziová a František II., se kterým měla přátelský vztah.

### Literární a umělecká činnost
Alžběta Rákócziová je známá svými milostnými básněmi a dopisy z korespondence s manželem z let 1672–1707, které jsou považovány také za důležité historické dokumenty. Tyto milostné dopisy byly zveřejněny v roce 2001.
Její první známá báseň je Jaj, én szerencsétlen, jaj, én boldogtalan (Běda mi, mé neštěstí, běda mi, jsem nešťastná) vznikla pravděpodobně v této době jejích rozepří s manželem. Toto nešťastné vyznání obsahuje několik podobností se Zrínyim. Bylo určeno jejímu příteli a mecenáši, rovněž básníkovi, Pavlovi z Esterházy (v té době povýšeného na palatina): Nezapomeň na mě, služebníku, kdyby se něco stalo, stůj při mně.
Alžběta rovněž vlastnila sbírku umění, která však byla po její smrti rozptýlena mezi několik sběratelů především z řad šlechty.